# Яневський Данило Борисович
Дани́ло Бори́сович Яне́вський (21 червня 1956 , Чернівці ) — український історик, редактор, теле- та радіоведучий. Заслужений журналіст України (2005), доктор історичних наук (2008).

## Життєпис
Народився 21 червня 1956 року в Чернівцях. Походить з Брацлавського повіту (Таращанський район) з православного роду руської шляхти гербу Абданк. Дід Данило прожив на вулиці Паньківській у Києві. Прадід по іншій лінії мешкав на вулиці Володимирській 86, професор у Київському університеті, був другом Сергія Вітте.

### Освіта
З 1974 по 1979 рік навчався на історичному факультеті Чернівецького університету ім. Федьковича, який закінчив із відзнакою.

## Наукова діяльність
- 1983—1993 — Інститут історії України Національної академії наук України, аспірант, старший науковий співробітник.
- 1988 — кандидат історичних наук на тему особливостей політичної, економічної та соціальної кризи 1917 року («Пролетаріат і буржуазія України в період загальнонаціональної кризи (вересень — жовтень 1917»).
- 2008 — доктор історичних наук («Політичні системи України 1917—1920: спроби творення і причини поразки»), названа «Книгою року».

## Погляди
Щодо Волинської трагедії вважає:
- це обопільна різанина, влаштована колишніми громадянами Другої РП, римо-католиками та православними; наслідок національної політики двох режимів — Другої РП та Третього Райху;
- юридичну відповідальність, згідно з чинними тоді нормами міжнародного права, має нести нацистська окупаційна адміністрація;
- ані сучасна Україна, як правонаступниця УРСР, ані її громадяни не несуть історичної, політичної, юридичної відповідальності за той злочин;
- дискутанти повинні чітко вказувати, про котру з відомих Повстанських армій йде мова: Тараса Бульби, Сергія Качинського, Василя Івахіва (з травня 1943 — ВО «Заграва») — Дмитра Клячківського, який називав свої загони Українська Повстанча Армія, чи Романа Шухевича;
- стверджує, що Степан Бандера вказував на самочинність переходу до повстанських форм боротьби Волинської крайової ОУН.[3]

Вважає, що Богдан Хмельницький  — антигерой України, людина, що принесла Україні катастрофу; «Людина, яка продавала всіх, кого можна було продати, всім, хто його купував; людина, яка решту свого життя витратила на те, щоб легітимізувати цю квазідержаву, це потворне утворення, в якому людей не існувало взагалі, а існувала ця козацька голота як панівна верства».
Вважає, що ОУН не могла створити УПА, адже станом на 14 жовтня 1942 року її як єдиної організації не існувало. Від 1940 року формально діяли дві ОУН, що ворогували між собою. Однією керував Андрій Мельник, другою Степан Бандера («Революційний провід ОУН»). Також діяла третя ОУН під керівництвом Романа Шухевича (ОУН «самостійників-державників»). Яневський пояснює, що створити УПА могла тільки одна з них.
Критично ставиться до запропонованої сучасної української історіографії і вважає, що її «роблять у Москві, її роблять у інших географічних центрах, рясно розсипаних по політичній мапі світу. Нам треба, мені особисто треба, дізнатися правду. Я не хочу жити в брехні, і тому те, чим займаюсь, є руйнацією міфів, які називають національними, але які насправді є абсолютно деструктивними і перетворюють наш народ на стадо. Якщо стадо хоче залишатися стадом — нехай залишається; а я вільна людина і хочу жити у вільній країні.»
У липні 2018 року підтримав відкритий лист українських діячів культури до ув'язненого у Росії українського режисера Олега Сенцова.
Понад 40 років досліджує становлення та розвиток України з цивілізацій, які існували на її території впродовж 1000 років. Автор понад 20 монографій, включно з чотиритомником з історії масонського руху.
Інші томи серії «Проєкт „Україна“: Портрети на фоні епохи» про відомих історичних діячів: Грушевського, Скоропадського, Петлюру, Коновальця, Мельника, Бандери, Шухевича, в яких проаналізовано їхні погляди на Україну як самостійну державу та результати їхньої політики.

## Журналістська діяльність

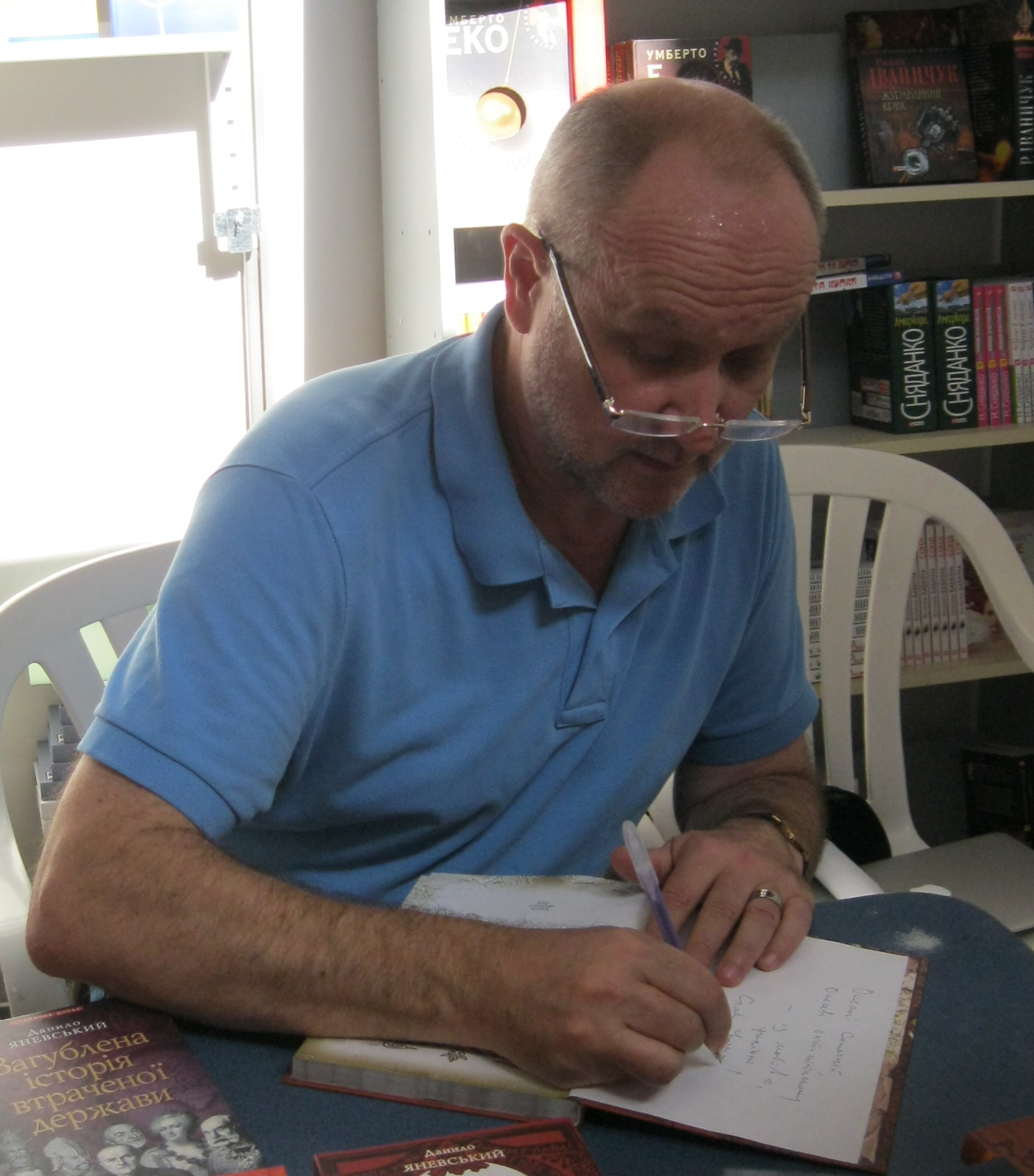
На Форумі видавців у Львові, 12 вересня 2014

Яневський впродовж 30 років працював редактором, кореспондентом та ведучим теле- та радіопрограм на радіо «Свобода», «Голосі Америки», 1+1, 5 каналі, Громадському телебаченні, телеканалу ZiK.
Автор ідеї, продюсер та науковий редактор кількох науково-популярних історичних фільмів, включно з мультимедійним проєктом «Таємниці української незалежності», присвяченому 30-річчю проголошення незалежності України. 1992 року був членом Геральдичної комісії Верховної ради, за рекомендаціями якої було встановлено символи України: Герб, Гімн та Прапор.
- 1991—1996 — журнал «Філософська і соціологічна думка» — парламентський кореспондент.
- 1992—1994 — Радіо «Свобода», російська служба — кореспондент.
- 1995—1996 — радіо «Голос Америки», українська служба — кореспондент.
- 1995 — Національний демократичний інститут (США), консультант з проблем політичних партій; організація «Дім Свободи» (США), координатор програми для українських та російських засобів масової інформації.
- 1996—1997 — телекомпанія «Нова Мова» і ТРК «Студія 1+1» — головний редактор телепрограми «Післямова».
- 1997—1999 — телеканал «1+1», продюсер ранкового блоку мовлення, шеф-редактор, автор і ведучий телепрограми ""Сніданок з «1+1».
- 1999—2000 — телеканал «1+1», директор Телевізійної служби новин, продюсер, автор, ведучий телепрограми «Проти ночі».
- 1999—2000 — Національний університет «Києво-Могилянська академія» — декан-організатор Департаменту журналістики.
- 2000—2002 — ТРК «Студія „1+1“», ведучий програми «Перший мільйон» (англ. Who Want's To Be A Millionaire?)
- 2000 — «Радіо „Свобода“», українська служба, київське бюро — директор.
- 2000—2001 — «Об'єднаний український портал» (ukrop.com), редактор.
- 1999—2001 — Українська греко-католицька церква, бюро зв'язків з органами державної влади (англ. Government Relations), референт.
- 2002—2013 — Університет економіки та права «КРОК», доцент.
- 2002—2004 — Радіо «Свобода», українська служба, київське бюро — журналіст.
- 2004—2008 — «5 канал», ведучий інформаційних програм, програми «Майдан».
- 2010—2014 — радіо «UkieDrive» (Чикаго, США), редактор, ведучий інформаційних програм; «Незалежне радіо» (Чикаго, США), кореспондент, ведучий інформаційних програм; газета «Час і події» (Чикаго, США), колумніст.
- 2013—2020 — Український Католицький Університет, професор.
- 2013—2014 — журналіст, ведучий Громадського телебачення. До кінця липня 2014 року був одним з членів ГО «Громадське телебачення». Добровільно покинув його після того, як його за рішенням Редакційної ради відсторонили від ведення ефірів на три місяці за те, що він перебив під час розмови дослідницю московського бюро Human Rights Watch Тетяну Локшину після того, коли не погодився з її твердженням, що конфлікт на Донбасі — внутрішній, а не такий, в якому є втручання зовнішньої сторони.
- 2015—2016 — на телеканалі ZiK, ведучий проєкту LifeCode: Данило Яневський.[8][9]
- 2016 року разом з Романом Скрипіним заснував ГО Ukrainian Media Network, яке покинув в січні 2023.[10]

## Книги
- 1992 — Конституційні акти України. Невідомі Конституції України.— Київ: Абрис.
- 2003 — Політичні системи України 1917—1920 рр. Спроби творення і причини поразки.— Київ: Дух і літера. (Диплом «Найкраща книга року» в номінації «Минувшина»)
- 2005 — Хроніка «помаранчевої революції».— Харків: Фоліо. (Ґран-прі Міжнародного книжкового фестивалю «Світ книги — 2005» в номінації «Відкриття року» — «Дзеркало сучасності»: «Найкраща українська книга»: Номінація «Белетристика», версія журналу «Кореспондент»).
- 2005 — Обличчя «помаранчевої» революції".— Харків: Фоліо. («Найкраща українська книга» в номінації «Документалістика» за версією журналу «Кореспондент», 2006).
- 2005 — Україна: від Незалежності до Свободи.— Харків: Фоліо. Фото Єфрема Лукацького.
- 2008 — Загублена історія втраченої держави.— Харків: Фоліо.
- 2009 — Проєкт «Україна»: таємниця Михайла Грушевського.— Харків: Фоліо.
- 2010 — Проєкт «Україна»: спроба Павла Скоропадського.— Харків: Фоліо.
- 2010 — Проєкт «Україна»: крах Симона Петлюри.— Харків: Фоліо.
- 2010 — Масони, націонал-соціалісти та київський політикум: геополітичний контекст (3 березня 1917 р. — 15 січня 1918 р.).— Київ: [б. в.].
- 2012 — Проєкт «Україна»: Грушевський. Скоропадський. Петлюра.— Харків: Фоліо.
- 2012 — Проєкт «Україна»: жертва УПА, місія Романа Шухевича.— Харків: Фоліо.
- 2013 — Проєкт «Україна»: 30 червня 1941 року, акція Ярослава Стецька.— Харків: Фоліо.
- 2014 — Проєкт «Україна»: Відомі історії нашої держави.— Харків: Фоліо.
- 2015 — Проєкт «Україна»: Відомі історії нашої держави: продовження.— Харків: Фоліо.
- 2015 — Роман Шухевич.— Харків: Фоліо.
- 2017—2019 — Проєкт «Україна»: Архітектори, виконроби, робітники ТТ. 1-4.— Харків: Фоліо.
- 2022 — «10 розмов про історію України». — Фоліо, 240 с. (разом з Олександром Красовицьким)
- 2023 — «За що воює Україна? Відомі історії нашої держави». — Фоліо, 608 с.

## Фільмографія
Автор ідеї/продюсер/науковий редактор фільмів:
- «Україна: Віра, Надія, Любов» (режисер В. Шмотолоха).
- «Патріарх. Життя Йосипа Сліпого» (режисер О. Фролов).
- «Арнольд Марголін — видатний українець і єврей» (2003, НКХФ ім. Довженка на замовлення Посольства США в Україні. Автор сценарію і режисер — О. Муратов)[11].
- «Апельсинова долька. Брестський мир 1918 р.» (3 серії) (режисер І. Кобрин).

## Відзнаки
- 1996 — у складі колективу «Післямови» перемога у номінації «Телевізійна програма року» на загальнонаціональному конкурсі «Людина року — 1996» [Архівовано 27 лютого 2012 у Wayback Machine.]
- 2005 — звання «Заслужений журналіст України»[12]